# Santino Fontana
Santino Fontana (sinh ngày 21 tháng 3 năm 1982) là một diễn viên, đạo diễn, nhạc sĩ người Mỹ. Anh được biết đến rộng rãi với vai Greg trên chương trình truyền hình Crazy Ex-Girlfriend

## Tiểu sử
Fonata được sinh ra ở Carlifornia. Anh là người Mỹ lai Ý, một phần Tây Ban Nha. Fonata tốt nghiệp trường trung học Richland tại Richland, Washington vào năm 2000. Anh tốt nghiệp Đại học Minnesota / Nhà hát Guthrie BFA diễn viên Chương trình đào tạo, lớp học của năm 2004.
Năm 2005, anh là một thành viên của Essentials, Fonatta đồng sáng tác nhạc kịch hài Perfect Harmony.
Năm 2006, anh đóng vai Matt trong Off-Broadway. Anh được trao giải nam diễn viên xuất sắc nhất tại Drama Desk Award 2010.
Năm 2013, anh đã lồng tiếng cho nhân vật Hoàng tử Hans trong bộ phim hoạt hình 3D "Frozen" của Walt Disney.
Năm 2015, anh được mời đóng vai Greg trong bộ phim Crazy Ex-Girlfriend